# ایست آیسلیپ (نیویورک)
ایست آیسلیپ (به انگلیسی: East Islip) یک منطقهٔ مسکونی در ایالات متحده آمریکا است که در شهرستان سافک، نیویورک واقع شده‌است. ایست آیسلیپ ۱۰٫۵ کیلومتر مربع مساحت و ۱۴٬۴۷۵ نفر جمعیت دارد و ۵ متر بالاتر از سطح دریا واقع شده‌است.